# Лип'яги
Лип'яги (рос. Липяги) — село складі Спаського району Пензенської області, Росія.
Населення — 205 осіб (2010; 271 у 2002).
Національний склад станом на 2002 рік:
- росіяни — 100 %